# Mistrovství světa v šachu žen

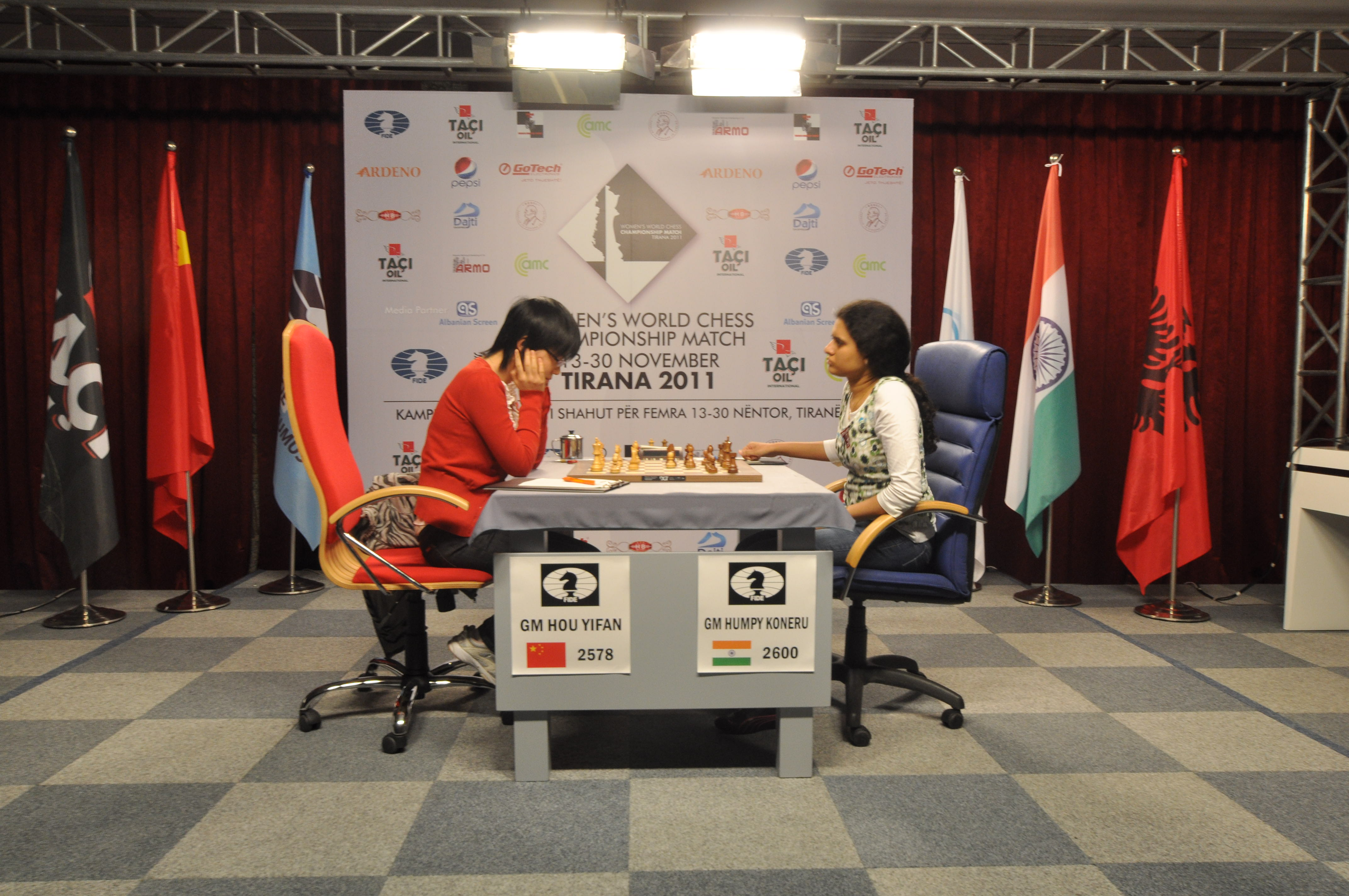
Chou I-fan – Humpy Koneru, Tirana 2011

Zápasy a turnaje o titul mistryně světa v šachu – přehled šachových událostí, ve kterých se bojovalo o titul nejlepší šachistky na světě – mistryně světa v šachu. První ženské mezinárodní soutěže v šachu se konaly na konci 19. a na začátku 20. století. Oficiálně jsou mistryně světa titulovány od roku 1927 z iniciativy FIDE, která na rozdíl od šampionátu mužů od začátku organizovala tyto turnaje.

## Do roku 1939

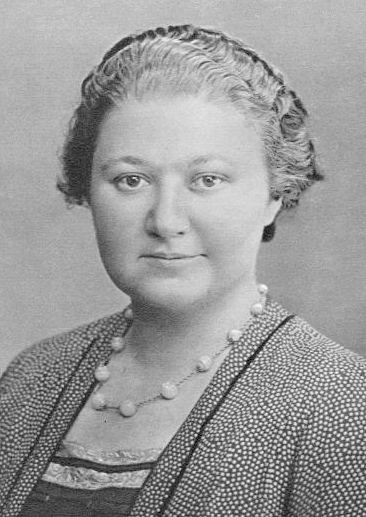
Věra Menčíková v Londýně v roce 1933

Turnaje v letech 1927 až 1939 byly organizovány zároveň s kongresy FIDE a šachovými olympiádami. Celkem proběhlo 7 turnajů, které všechny vyhrála Věra Menčíková z celkovou bilancí 78 výher, 4 remíz a 1 prohry. Nejvíce účastnic bylo v roce 1937, kdy se hrálo švýcarským systémem. V ostatních turnajích hrály účastnice systémem každá s každou. V letech 1930, 1931 a 1933 se hráčky střetly každá s každou dvakrát, přičemž v odvetách měly opačné barvy figur. Nejvíce zemí (18) se zúčastnilo v roce 1939, nejméně (5) v letech 1930 a 1931, kdy FIDE omezila počet startujících z každé země na jednu. Sovětské šachistky se těchto šampionátů nezúčastňovaly, jelikož Sovětský svaz nebyl členem FIDE. Také se konal dvakrát zápas o titul mistryně světa, když v obou případech byla vyzývatelkou mistryně světa Věry Menčíkové německá šachistka Sonja Grafová. Oba zápasy vyhrála Menčíková. U prvního zápasu z roku 1934 není zcela zdokumentováno, zda šlo o oficiální zápas o titul mistryně světa, zatímco druhý zápas z roku 1937 již byl zcela oficiální podporovaný FIDE a předcházel mu turnaj, který vyzývatelka vyhrála.

## 1945–1988
Po smrti Věry Menčíkové v roce 1944 zorganizovala FIDE turnaj o uvolněný trůn na přelomu let 1949 a 1950. V něm zvítězila a Ljudmila Ruděnková. Až do 90. let pak systém ženských zápasů a turnajů o titul mistryně světa probíhal podle přesného schématu FIDE. Od roku 1951 byly zavedeny pásmové a od roku 1971 mezipásmové turnaje. O titul se bojovalo jednou za tři roky s výjimkou a 80. let, kdy to dvakrát bylo jednou za dva roky. Do roku 1988 proběhlo 13 zápasů a jeden turnaj tří hráček, který v roce 1956 vyhrála Olga Rubcovová. První zápas se hrál v roce 1953 na 14 partií, další od roku 1959 se hrály na 16 partií, přičemž remíza 8:8 stačila mistryni světa na uhájení titulu. K tomu skutečně došlo v roce 1981. Právo na odvetu poražená šampiónka neměla s výjimkou roku 1958, kdy bylo poskytnuto Jelizavetě Bykovové. Všechny tyto zápasy se konaly v Sovětské svazu s výjimkou první poloviny zápasu v roce 1986, jež proběhla v Bulharsku. Účastnice zápasů byly jen sovětské šachistky. Desetkrát byl titul obhájen a třikrát zvítězila vyzyvatelka. Třikrát se hrálo všech 16 partií, v ostatních zápasech stačilo k rozhodnutí partií méně, přičemž nejméně (11) se jich hrálo v roce 1962.

## 1991–1999
V 90. letech spolu s rozpadem Sovětského svazu se mimo jeho hranice přestěhoval šampionát a vzápětí i titul. V roce 1991 v Manile zvítězila Číňanka Sie Ťün a titul s přestávkou mezi lety 1996 a 1999 držela až do roku 2001, kdy už se o titul bojovalo novým systémem. Na tři roky ji o titul připravila Maďarka Zsuzsa Polgárová, ale svůj titul neobhajovala a tak o něj přišla podobně jako mezi muži v roce 1975 Robert Fischer.

## Po roce 2000
V roce 2000 se v Novém Dillí konal šampionát poprvé vyřazovacím způsobem a to včetně mistryně světa Sie Ťün, která titul obhájila. O rok později však v turnaji v Moskvě nestartovala a o titul ji připravila její krajanka Ču Čchen. Další šampionát se konal v roce 2004 v Elistě opět bez účasti obhájkyně a zvítězila Bulharka Antoaneta Stojanovová. Poté se další mistrovství konaly opět vyřazovacím způsobem v sudých letech a titul putoval mezi Čínskou lidovou republikou a Ruskem. Při tomto novém systému tak od roku 2001 žádná mistryně světa svůj titul neobhájila. Podařilo se to až Chou I-fan, když FIDE obohatila systém mistrovství v lichých letech o zápasy mezi obhájkyní a vyzyvatelkou (vítězkou cyklu Grand Prix). Chou I-fan v roce 2011 porazila Koneruovou z Indie. V následujícím roce ale znovu ve vyřazovacím turnaji o titul přišla, ale měla právo utkat se s vítězkou turnaje, Annou Ušeninovou v odvetném zápase. Ten na domácí půdě v Tchaj-čou v roce 2013 přesvědčivě ovládla 5,5:1,5 (+4-0=3) a vrátila se na mistrovský trůn. V roce 2015 o titul opět přišla, když se nezúčastnila turnaje v Soči.

## Přehled zápasů a turnajů
| Rok     | Událost | Medailistky/Účastnice                                | Místo                  | Výsledek | +  | - | =  |
| 1927    | turnaj  | 1. Menčíková, 2. Beskowová, 3. Wolf-Kalmarová        | Londýn                 | 10,5/11  | 10 | 0 | 1  |
| 1930    | turnaj  | 1. Menčíková, 2. Wolf-Kalmarová, 3. Henschelová      | Hamburk                | 6,5/8    | 6  | 1 | 1  |
| 1931    | turnaj  | 1. Menčíková, 2. Wolf-Kalmarová, 3. Stevensonová     | Praha                  | 8/8      | 8  | 0 | 0  |
| 1933    | turnaj  | 1. Menčíková, 2. Priceová, 3. Gilchristová           | Folkestone             | 14/14    | 14 | 0 | 0  |
| 1934    | zápas   | Menčíková – Grafová                                  | Rotterdam              | 3:1      | 3  | 1 | 0  |
| 1935    | turnaj  | 1. Menčíková, 2. Gerlecká, 3. Harumová               | Varšava                | 9/9      | 9  | 0 | 0  |
| 1937    | zápas   | Menčíková – Grafová                                  | Semmering              | 11,5:4,5 | 9  | 2 | 5  |
| 1937    | turnaj  | 1. Menčíková, 2. Beniniová, 3. Laubertová, Grafová   | Stockholm              | 14/14    | 14 | 0 | 0  |
| 1939    | turnaj  | 1. Menchik-Stevenson, 2. Grafová, 3. Carrascová      | Buenos Aires           | 17/19    | 17 | 0 | 2  |
| 1949–50 | turnaj  | 1. Ruděnková, 2. Rubcovová, 3. Borisenková, Bykovová | Moskva                 | 11,5/15  | 9  | 1 | 5  |
| 1953    | zápas   | Bykovová – Ruděnková                                 | Leningrad              | 8:6      | 7  | 5 | 2  |
| 1956    | turnaj  | 1. Rubcovová, 2. Bykovová, 3. Ruděnková              | Moskva                 | 10/16    | 7  | 3 | 6  |
| 1958    | zápas   | Bykovová – Rubcovová                                 | Moskva                 | 8,5:5,5  | 7  | 4 | 3  |
| 1959–60 | zápas   | Bykovová – Zvorykinová                               | Moskva                 | 8,5:4,5  | 6  | 2 | 5  |
| 1962    | zápas   | Gaprindašviliová – Bykovová                          | Moskva                 | 9:2      | 7  | 0 | 4  |
| 1965    | zápas   | Gaprindašviliová – Kušnirová                         | Riga                   | 8,5:4,5  | 7  | 3 | 3  |
| 1969    | zápas   | Gaprindašviliová – Kušnirová                         | Tbilisi, Moskva        | 8,5:4,5  | 6  | 2 | 5  |
| 1972    | zápas   | Gaprindašviliová – Kušnirová                         | Riga                   | 8,5:7,5  | 5  | 4 | 7  |
| 1975    | zápas   | Gaprindašviliová – Aleksandrijová                    | Picunda, Tbilisi       | 8,5:3,5  | 8  | 3 | 1  |
| 1978    | zápas   | Čiburdanidzeová – Gaprindašviliová                   | Picunda                | 8,5:6,5  | 4  | 2 | 9  |
| 1981    | zápas   | Čiburdanidzeová – Aleksandrijová                     | Bordžomi, Tbilisi      | 8:8      | 4  | 4 | 8  |
| 1984    | zápas   | Čiburdanidzeová – Levitinová                         | Volgograd              | 8,5:5,5  | 5  | 2 | 7  |
| 1986    | zápas   | Čiburdanidzeová – Achmylovská                        | Sofie, Bordžomi        | 8,5:5,5  | 4  | 1 | 9  |
| 1988    | zápas   | Čiburdanidzeová – Joselianiová                       | Telavi                 | 8,5:7,5  | 3  | 2 | 11 |
| 1991    | zápas   | Sie Ťün – Čiburdanidzeová                            | Manila                 | 8,5:6,5  | 4  | 2 | 9  |
| 1993    | zápas   | Sie Ťün – Joselianiová                               | Monako                 | 8,5:2,5  | 7  | 1 | 3  |
| 1996    | zápas   | Z. Polgárová – Sie Ťün                               | Jaén                   | 8,5:4,5  | 6  | 2 | 5  |
| 1999    | zápas   | Sie Ťün – Galljamovová                               | Kazaň, Šen-jang        | 8,5:6,5  | 5  | 3 | 7  |
| 2000    | turnaj  | Sie Ťün – Čchin Kchan-jing                           | Nové Dillí             | 2,5:1,5  | 1  | 0 | 3  |
| 2001    | turnaj  | Ču Čchen – Kostěňuková                               | Moskva                 | 5:3      | 5  | 3 | 0  |
| 2004    | turnaj  | Stefanovová – Kovalevská                             | Elista                 | 2,5:0,5  | 2  | 0 | 1  |
| 2006    | turnaj  | Sü Jü-chua – Galljamovová                            | Jekatěrinburg          | 2,5:0,5  | 2  | 0 | 1  |
| 2008    | turnaj  | Kostěňuková – Chou I-fan                             | Nalčik                 | 2,5:1,5  | 1  | 0 | 3  |
| 2010    | turnaj  | Chou I-fan – Žuan Lu-fej                             | Antakya                | 5:3      | 3  | 1 | 4  |
| 2011    | zápas   | Chou I-fan – Humpy Koneru                            | Tirana                 | 5,5:2,5  | 3  | 0 | 5  |
| 2012    | turnaj  | Ušeninová – Stefanovová                              | Chanty-Mansijsk        | 3,5:2,5  | 2  | 1 | 3  |
| 2013    | zápas   | Chou I-fan – Ušeninová                               | Tchaj-čou              | 5,5:1,5  | 4  | 0 | 3  |
| 2015    | turnaj  | M. Muzyčuková – Pogoninová                           | Soči                   | 2,5:1,5  | 1  | 0 | 3  |
| 2016    | zápas   | Chou I-fan – M. Muzyčuková                           | Lvov                   | 4,5:1,5  | 3  | 0 | 6  |
| 2017    | turnaj  | Tchan Čung-i – A. Muzyčuková                         | Teherán                | 3,5:2,5  | 2  | 1 | 3  |
| 2018    | zápas   | Ťü Wen-ťün – Tchan Čung-i                            | Šanghaj, Čchung-čching | 5,5:4,5  | 3  | 2 | 5  |
| 2018    | turnaj  | Ťü Wen-ťün – Lagnová                                 | Chanty-Mansijsk        | 5:3      | 3  | 1 | 4  |
| 2020    | turnaj  | Ťü Wen-ťün – Gorjačkinová                            | Šanghaj, Vladivostok   | 8,5:7,5  | 4  | 3 | 9  |
| 2023    | turnaj  | Ťü Wen-ťün – Lei Tingjie                             | Šanghaj, Čchung-čching | 6,5:5,5  | 2  | 1 | 9  |

## Nejúspěšnější mistryně světa
| Jméno                 | Národnost                                        | Počet titulů |
| --------------------- | ------------------------------------------------ | ------------ |
| Věra Menčíková        | Československo Ruské impérium Spojené království | 8            |
| Nona Gaprindašviliová | Gruzie                                           | 5            |
| Maja Čiburdanidzeová  | Gruzie                                           | 5            |
| Sie Ťün               | Čína                                             | 4            |
| Chou I-fan            | Čína                                             | 4            |
| Ťü Wen-ťün            | Čína                                             | 4            |
| Jelizaveta Bykovová   | Sovětský svaz                                    | 3            |